# Hrvatska demokratska zajednica Bosne i Hercegovine
Hrvatska demokratska zajednica Bosne i Hercegovine (kratica: HDZ BiH) je parlamentarna politička stranka u Bosni i Hercegovini. Osnovana je 18. kolovoza 1990. u Sarajevu, bila je sudionik nacionalno-demokratskog pokreta Hrvata i sastavnica Hrvatske demokratske zajednice koja je preuzela vlast u Hrvatskoj nakon prvih demokratskih izbora. Vrlo se brzo nametnula kao nacionalna stranka hrvatskog naroda u BiH, a zajedno s ostale dvije nacionalne stranke SDA i SDS je pobijedila na prvim demokratskim izborima u BiH krajem 1990. i tvorila koalicijsku vladu. Trenutno je najpopularnija hrvatska bosanskohercegovačka stranka.
HDZ BiH imao je važnu ulogu u stvaranju Herceg-Bosne, u početku zajednice, a potom Republike u razdoblju rata u BiH (1991. – 1995.). Nakon rata sudjelovao je u svim vlastima na svim razinama, od savezne do županijske, izuzev u razdoblju od 2000. do 2002. i 2011. i 2014./15., kada je zalaganjem Međunarodne zajednice bila izbačena iz savezne i federalne (entitetske) vlasti, unatoč izbornoj legitimnosti koju je dobila od hrvatskog naroda.
Predsjednik stranke je Dragan Čović, bivši hrvatski član Predsjedništva BiH.

## Povijest

### Utemeljenje HDZ-a BiH
Demokratski procesi u Hrvatskoj i Sloveniji utjecali su s nekoliko mjeseci zakašnjenja i na Bosnu i Hercegovinu. Pored želje za demokracijom usko povezano bilo je nacionalno pitanje Hrvata, Srba i Muslimana. Hrvati u Bosni i Hercegovini do 1990. znatno su manje imali svoja nacionalna prava, iako konstitutivan narod, u školama se nije podučavao ni hrvatski jezik. Zastupljenost Hrvata u javnim službama bilo je marginalno.
U tim okolnostima program Franje Tuđmana i Hrvatske demokratske zajednice snažno je utjecalo na Hrvate u Hercegovini, Srednjoj Bosni i Bosanskoj Posavini. Prvi inicijativni odbor u Bosni i Hercegovini sastao se 26. veljače 1990. u Grudama. Dolazi do osnivanja općinskih odbora u Širokom Brijegu, Ljubuškom, Grudama, Posušja i Tomislavgrada, te ovi općinski odbori 22. travnja 1990. osnivaju Koordinacijski odbor HDZ BiH zapadne Hercegovine. Prvi veliki javni skup održan je 30. lipnja 1990. u Grudama, iako ga je MUP Socijalističke Republike Bosne i Hercegovine zabranio.
U Sarajevu je 18. kolovoza 1990. u dvorani Skenderija održan Prvi opći sabor HDZ BiH. Sabor stranke usvojio je dva dokumenta:
- Programska deklaracija utemeljivačke skupštine HDZ BiH,
- Statut HDZ BiH

U Programskoj deklaraciji definirani su ciljevi stranke, među kojima su bili:
1. Uspostava građanskih i demokratskih političkih sloboda; sloboda iznošenja svoga uvjerenja, pravna sigurnost i osobna nepovredivost svakog pojedinca bez obzira na njegovu nacionalnu i religijsku pripradnost, na idejno i političko opredjeljenje
2. Neotuđivo pravo sviju na udruživanje prema vlastitim programima
3. Pretvaranje sindikata u slobodne radničke saveze, radnička upravljanja u dioničku, a ne formalnu participaciju u upravljanju
4. Razvitak narodnog gospodarstva, sloboda tržišta roba, rada i kapitala, zajamčenost privatnog poduzetništva.

Sabor je za predsjednika izabrao Davorina Perinovića, no nakon njegova posjeta Hrvatima u Australiji došlo je do određenih tenzija, pa je 7. rujna iste godine opozvan s dužnosti, a Predsjedništvo HDZ-a BiH izabralo je Stjepana Kljujića za v.d. predsjednika.

### Prvi demokratski izbori
Odmah nakon održavanja stranačkog sabora HDZ BiH krenula je u kampanju za prve demokratske izbore. Prvi izbori održani su 18. listopada 1990. na kojoj HDZ BiH osvaja hrvatske glasove i dobiva 18,35 % mandata odnosno u parlamentu BiH. Od sedam članova kolektivnog Predsjedništva Republike Bosne i Hercegovine oba hrvatska člana Franjo Boras i Stjepan Kljujić izabrani su iz redova HDZ-a.
Nekoliko mjeseci kasnije, 23. ožujka 1991. godine, održana je 1. Konvencija HDZ-a BiH u Mostaru, na kojoj je izabrano Predsjedništvo HDZ BiH na čelu sa Stjepanom Kljujićem, za potpredsjednike izabrani su Mate Boban i Vitomir Lukić.

### Početak rata i uspostava HZ i HR Herceg-Bosne
Nakon Balvan-revolucije u Hrvatskoj u srpnju i kolovozu 1990. političko vodstvo Hrvata u Bosni i Hercegovini počeo je pripreme za samoorganiziranje. Muslimansko političko vodstvo još je vjerovalo u opstanak Jugoslavije i nije se pripremila za otpor velikosrpskom planu o pripajanju Bosne i Hercegovine Srbiji.
Nakon zaustavljanja tenkova JNA na granici sela Dobrič i Pologa u zapadnoj Hercegovini 7. svibnja 1991. počela je organizirana obrana. Agresija JNA na BiH započela je u noći 30. rujna 1991. godine napadom na hrvatsko selo Ravno. Predsjedatelj Predsjedništva BiH, Alija Izetbegović tvrdio je da rata neće biti. Vodstvo BiH ništa ne poduzima.
Krajem 1991. i početkom 1992., HDZ prolazi kroz razdoblje unutarstranaĉkog sukoba u vodstvu stranke. Dotadašnji predsjednik HDZ-a BiH Stjepan Kljujić je već duže vremena bio izložen kritik ama zbog prepopustljive politike prema Izetbegoviću i SDA, što je u nekoliko navrata i naštetilo hrvatskim nacionalnim interesima. To se najviše oslikavalo kroz pitanje uređenja BiH,
naime, Kljujić je nedovoljno zastupao koncept kantonalnog uređenja, često braneći i Izetbegovićevu unitarističku politiku.
HDZ BiH putem legalnih izabranih predstavnika vlasti donosi 18. studenoga 1991. političku odluku o uspostavi Hrvatske zajednice Herceg-Bosne (kratica: HZ H-B ili HZ Herceg-Bosna), koja se uspostavlja kao politička, kulturna, gospodarska i područna cjelina unutar države Bosne i Hercegovine. Za predsjednika izabran je Mate Boban.
Boban zalagao za za decentraliziranu i federaliziranu BiH, te za afirmaciju hrvatskih zajednica nasuprot Kljujićevoj popustljivoj politici. Na sjednici Središnjeg odbora HDZ-a BiH, 2. veljače 1992. godine, sudjelovao je i Stjepan Mesić u funkciji predsjednika izvršnog odbora HDZ-a Hrvatske. Na toj sjednici, dotadašnji predsjednik HDZ-a BiH Stjepan Kljujić je podnio ostavku zbog gubitka povjerenja velikog dijela HDZ-a BiH, a kasnije i Zagreba. Na tu Kljuićevu odluku utjecao je autoritetom svoje funkcije i Mesić.
HDZ BiH se ujedno zalagao za neovisnost Bosne i Hercegovine i dok su se srpski zastupnici pod vostvom SDS-a od listopada 1991. povukli iz zajedničkih tijela BiH zalagajući se protiv samostalne BiH, glasovima bošnjačkih i hrvatskih predstavnika proglašena je neovisnost BiH od SFRJ. HDZ BiH poziva Hrvate da na referendumu o neovisnosti izađu i glasuju za samostalnost BiH. Srbi su bojkotirali referendum održan 1. ožujka 1992.  Dana 8. travnja 1992. HZ Herceg-Bosna osniva Hrvatsko vijeće obrane (HVO), mnogi Muslimani ulaze u postrojbe HVO-a. Istog mjeseca BiH postaje međunarodno priznata država., u svibnju 1992. počinje rat u Bosni i Hercegovini.
Za vršitelja dužnosti predsjednika HDZ-a BiH, na sjednici Glavnog odbora 15. ožujka 1992. godine u Bugojnu, izabran je Milenko Brkić. Boban je izabran za jednog od nekoliko članova Predsjedništva stranke. Dr. Milenko Brkić je izabran za predsjednika ove stranke, 26. kolovoza 1992. godine u Međugorju, a 24. listopada 1992. godine, također na sjednici Glavnog odbora HDZ-a BiH u Posušju podnio je ostavku na tu dužnost. Za vršitelja dužnosti predsjednika stranke izabran je Mate Boban, čiji je izbor ponovno potvrđen na Drugom saboru Hrvatske demokratske zajednice Bosne i Hercegovine, 14. studenoga 1992. godine u Mostaru.
HDZ BiH djeluje u ratnim prilikama. Dana 24. kolovoza 1993. u Livnu je održana sjednica Središnjeg odbora stranke koja donosi odluku o osnivanju Hrvatske Republike Herceg-Bosne (kratica: HR Herceg-Bosna). Dana 28. kolovoza 1993. Predsjedništvo Hrvatske zajednice Herceg-Bosne i zastupnici hrvatskog naroda u Vijeću općina Skupštine Republike Bosne i Hercegovine donose Odluku o konstituiranju Zastupničkog doma HR Herceg-Bosne kao najvišeg predstavničkog tijela i nositelja zakonodavne vlasti u HR Herceg-Bosni. Odluka polazi od neotuđivosti, nedjeljivosti i neprenosivosti prava hrvatskog naroda u BiH kao jednog od tri konstitutivna naroda.
Tijekom bošnjačko-hrvatskog sukoba, HDZ BiH donosi političku deklaraciju u kojemu se zauzima za stvaranje Unije republika BiH triju konstitutivna naroda.

### Washingtonski i Daytonski sporazum
Dana 18. ožujka 1994. Republika Hrvatska i Bosna i Hercegovina (Bošnjaci) potpisuju Washingtonski sporazum.
Dana 9. i 10. srpnja 1994. u Mostaru održan je 3. Opći sabor HDZ-a BiH. Na saboru usvojena je Programska deklaracija u kojemu se HDZ BiH vidi kao:
- narodna stranka koja svoj program temelji na načelima kršćanske civilizacije,
- sastavnica Hrvatske demokratske zajednice u Zagrebu,
- zalaže se okončanje rata i iznalaženje pravednog mira u BiH i Hrvatskoj,
- povratak na ognjišta prognanih,
- provedba Washingtonskog sporazuma o Federaciji BiH i njezinoj konfederaciji s Republikom Hrvatskom.

Sabor HDZ-a za novog predsjednika bira Daria Kordića. Dolazi do oživljavanja stranačkog rada i općinskih organizacija, te se održava prva Konvencija podmlatka stranke, Mladeži HDZ BiH.
U studenom 1995. dogovoren je Daytonski sporazum. Na sjednici Predsjedništva HDZ BiH održanom 2. prosinca 1995. razmatran je mirovni sporazum i pitanja njene provedbe. Krešimir Zubak daje ostavku na dužnost predsjednika HR Herceg-Bosne i predsjednika Federacije BiH, no na toj dužnosti ostaje do izbora. Protiv Daria Kordića tužitelj Haškog suda Richard Goldstone u studenome 1995. podiže optužnicu po zapovjednoj odgovornosti za pogibelji Muslimana u Ahmićima u općini Vitez. Dario Kordić radi međunarodnog pritiska daje ostavku na dužnost predsjednika HDZBiH, v.d. predsjednik postaje dopredsjednik Ivo Lozančić. Središnji odbor stranke 12. siječnja 1996. bira Božu Rajića za novog predsjednika stranke.

### Uspostava Federacije Bosne i Hercegovine
Tijekom 1996. HDZ BiH radi na implementaciji obiju sporazuma i oživotvorenja Federacije Bosne i Hercegovine, te se vode intenzivni razgovori s bošnjačkom stožernom strankom SDA o podjeli vlasti na općinskim i županijskim (kantonalnim) razinama, kao i na razini Federacije i države. Dana 9. ožujka 1996. Zastupnički dom HR Herceg-Bosne donosi odluku o postupnom prijenosu funkcije civilne vlasti HR H-B na tijela vlasti Federacije BiH. Održavaju se utemeljiteljske skupštine županija u novoj Federaciji. 
U svibnju na sjednici Predsjedničkog vijeća HR Herceg-Bosne reorganizirana je Vlada HR Herceg-Bosne u prijelaznom razdoblju, te je činila šest ministarstva. Hrvatska Republika Herceg-Bosna formalno je ukinuta 14. kolovoza 1996. godine.
Na 4. Saboru HDZ BiH za predsjednika potvrđen je Božo Rajić, izabrani su potpredsjednici i 45 članova Središnjeg odbora.

### Pobjeda HDZ-a na izborima 1996.
U rujnu 1996. održani su prvi izbori nakon rata. HDZ i nakon rata ostaje dominantna politička snaga hrvatskog naroda. Hrvatski član Predsjedništva BiH postaje Krešimir Zubak. U Zastupničkom domu Bosne i Hercegovine HDZ osvaja svih 8 hrvatskih zastupnika (SDA 19, SDS 9, ostali 6, ukupno: 42 zastupnika). U Zastupničkom domu Federacije BiH HDZ osvaja 36 zastupnika, HSP 2 (SDA 78, Stranka za BiH 10, SDP 10, DNZ Fikreta Abdića 3, ukupno: 140 zastupnika). U Narodnoj skupštini Republike Srpske HDZ nema mandata. U RS pobjeđuje SDS s 45 od 83 zastupnika.
Na županijskoj razini HDZ pobjeđuje u hrvatskim i miješanim županijama. Apsolutnu većinu ima u sljedećim županijama:
- Zapadnohercegovačka: 29, HSP 2
- Hercegbosanska: 13, SDA 2
- Hercegovačko-neretvanska: 28, SDA 12, ostali 3
- Posavska: 17, SDA 3

Veliki udio ima:
- Srednjobosanska: 23, SDA 29, ostali 3

Izuzevši u Goraždansko-podrinjskoj županiji HDZ je u svim županijama zastupljena:
- Zeničko-dobojska: 9, SDA 40, Stranka za BiH 6, SDP 4
- Sarajevska: 3, SDA 28, Stranka za BiH 6, SDP 8
- Tuzlanska: 3, SDA 33, Stranka za BiH 5, SDP 9
- Unsko-sanska: 1, SDA 39, Stranka za BiH 3, SDP 1, DNZ 6

### HDZ BiH na udaru visokih predstavnika
U vrijeme pred Peti sabor HDZ-a i izbor novog predsjednika, predsjednik Tuđman podržavao je Božu Ljubića na mjestu novog predsjednika HDZ-a BiH. Na njegovo protivljenje izboru federalnog ministra obrane Ante Jelavića utjecao je Ivo Lučić, šef HIS-a u BiH. Lučić se također protivio biranju u Predsjedništvo stranke Dragana Čovića, zbog njegovog jugoslavenstva u mladosti i Jadranka Prlića, zbog umiješanosti u kriminalne radnje. Jelavić je, međutim, uživao potporu veterana i generala HVO-a.
Peti sabor HDZ-a BiH održan je u Mostaru 17. svibnja 1998. Na njemu je za predsjednika stranke ipak izabran Jelavić, kao jedini kandidat, pošto se Ljubić povukao iz utrke. Na Saboru je usvojen i novi Program stranke, koja je predviđala kantonizaciju čitave BiH. Za potpredsjednike su izabrani Jozo Marić, Pero Skopljak, Krešimir Zubak i Dragan Čović. U Predsjedništvo stranke izabrani su Prlić, Slavica Josipović, Ivan Bender, Dragan Vrankić i Ivo Andrić Lužanski. Kao glavni zadatak, Jelavić je najavio očuvanje jedinstva stranke i bolju suradnju s međunarodnom zajednicom. Ipak, u vrijeme govora rekao je da HDZ BiH "jest i ostaje" uz Franju Tuđmana i najavio da će Tuđman ubrzo uvidjeti da je novo vodstvo stranke kooperativno.
Zbog optužbi da novo vodstvo zanemaruje interese Hrvata u Bosni i Posavini, Zubak je, sa skupinom istomišljenika iz stranke, 27. lipnja 1998. osnovao Novu hrvatsku inicijativu (NHI). Zubak je također bio nezadovoljan pogoršanjem odnosa između HDZ-a BiH i službenog Zagreba. NHI je uglavnom okupljao liberale, od kojih su glavnina bili članovi HDZ-a BiH.

#### Opći izbori 1998.
HDZ BiH je za hrvatskog člana Predsjedništva kandidirao Jelavića. Njegov protukandidat bio je i Zubak sa svojim novoosnovanim NHI-em. Pored njih, za hrvatskog člana Predsjedništva kandidirali su se Gradimir Gojer ispred SDP-a BiH, Senka Nožica (buduća braniteljica zapovjednika HVO-a Brune Stojića pred Haaškim sudom) kao kandidatkinja Republikanaca i Saša Nišandžić ispred BOSS-a. Jelavić je odnio uvjerljivu pobjedu s apsolutnom većinom, dobivši 189 438 (52,91 %) glasova, dok je Zubak završio treći iza Gojera. Štoviše, Jelavić je odnio natpolovičnu većinu glasova i u Bosni i Posavini.
U Zastupničkom domu PS BiH HDZ BiH je dobio pet od 42 zastupnika, te je dobio četiri od pet hrvatskih izaslanika u Domu naroda PS BiH; jednog je dobio NHI. U Zastupničkom domu PFBiH, HDZ BiH je dobio 28 od ukupno 140 zastupnika i 25 hrvatskih izaslanika od ukupno 37 u Domu naroda PFBiH. Također, HDZ BiH je dobio i jednog od 83 zastupnika u Narodnoj skupštini Republike Srpske.
Pored toga, HDZ BiH je dobio 12 od 21 zastupnika u Skupštini Županije Posavske, 1 od 35 zastupnika u Skupštini Tuzlanske županije, 3 od 35 u Skupštini Zeničko-dobojske županije, 11 od 30 u Skupštini Županije Središnje Bosne, 13 od 28 u Skupštini Hercegovačko-neretvanske županije, 19 od 23 u Skupštini Županije Zapadnohercegovačke, 1 od 35 u Skupštini Sarajevske županije i 15 od 25 zastupnika u Skupštini Hercegbosanske županije. Uspio je uspostaviti vlast samostalno ili u koalirajući s drugim strankama u pet od deset županija.

#### Ubojstvo Joze Leutara
Federalni doministar unutarnjih poslova i kasnije imenovani član Predsjedništva BiH Jozo Leutar zadobio je smrtne ozljede u atentatu 16. ožujka 1999., a umro je od posljedica 28. ožujka 1999. Istragom o njegovom ubojstvu pokušala se progurati teza da su ga ubili "hrvatski ekstremisti". Sarajevski mediji, RTV Sarajevo i Dnevni avaz promicali su tezu da je Leutar ubijen jer se protivio kriminalu i podržavao Federaciju BiH. Međutim, prešućena je činjenica da se Leutar, osim što se protivio kriminalu, zalagao i za ravnopravnost Hrvata u Federaciji BiH na svim razinama, te da je bio protivnik AID-a, bošnjačke obavještajne službe. Uskoro je u rujnu 1999. u vrijeme istrage voditelj civilne misije UN-a general Paul Klein za ubojstvo optužio hrvatsko političko vodstvo.
Nakon što su uhićeni Hrvati osumnjičeni za organiziranje atentata, među kojima je bio i teško povrijeđeni Leutarov vozač, pokrenut je sudski postupak protiv njih u srpnju 2001. koji je trajao do studenog 2002. Međutim, Tužiteljstvo nije imalo dokaze za teške optužbe protiv šestorke, pa su svi oslobođeni. Tako je pala teza da su atentat organizirali "hrvatski ekstremisti". U međuvremenu, došlo se do saznanja da je Leutar konstantno bio pod nadzorom AID-a, da je bio prisluškivan, praćen i da se provjeravala njegova službena pošta. No, istraga do danas nije okončana. Sarajevska Slobodna Bosna za atentat je optužila vrh SDA.

#### Smjene visokog predstavnika
Godine 2000. visoki predstavnik smjenjuje niz dužnosnika hrvatskog naroda. On utječe da HDZ ne bude u strukturi vlasti Federacije BiH 2000. – 2002. Na općinskim izborima održanim 8. travnja 2000. godine HDZ BiH je zastupljena u 79 općinskih vijeća, od ukupno 1993 vijećnička mjesta osvojila je 392. Za člana Predsjedništva BiH ponovno bude izabran Ante Jelavić.
Položaj hrvatskog naroda postaje sve teži, a posebno intervencije visokih predstavnika u korist bošnjačke većine dovode Hrvate do novog zahvjeta o preustroju BiH kao federalne države. Jelavić izjavljuje da HDZ ne može prihvatiti načelo građanske većine. HDZ BiH inicijira osnivanje Hrvatskog narodnog sabora.
Visoki predstavnici za BiH u dva navrata smjenjuje od naroda neposredno izabrane hrvatske članove Predsjedništva:
- Wolfgang Petritsch smijenjuje Antu Jelavića u ožujku 2001.
- Paddy Ashdown smijenjuje Dragana Čovića u ožujku 2005.

Pod pritiskom visokog predstavnika Ante Jelavić i još pet članova Predsjedništva HDZ BiH u svibnju 2002. podnose ostavke kako bi se stranka smijela registrirati na izbore u BiH.

### Podjele u stranci
Nakon što je HDZ BiH izgubio neke od ključnih općina na lokalnim izborima u listopadu 2004., došlo je do podjela unutar HDZ-a BiH, i to između konzervativne frakcije vođene od Bariše Čolaka i one umjerene vođene Draganom Čovićem. Borba se najviše izrazila na mostarski ogranak stranke, jednog od utjecajnijih ogranaka, a koji je važio kao utvrda konzervativne frakcije. Istovremeno je u stranci počeo jačati i utjecaj umjerenog Martina Raguža, kojeg se smatralo budućim kandidatom HDZ-a BiH za hrvatskog čalana Predsjedništva BiH nakon Čovića.
No, podjele u stranci naročito su došle do izražaja u vrijeme ustavnih reformi. Dodatna uzdrmanost u stranci dogodila se nakon što je visoki predstavnik smijenio Čovića s dužnosti člana Predsjedništva zbog optužbi za korupciju u svibnju 2005., te nakon imenovanja Ive Mire Jovića, konzervativca, njegovim nasljednikom. Jovića su kao nasljednika Čovića u Predsjedništvu podržala samo dvojica hrvatskih zastupnika u Zastupničkom domu PFBiH, što je ukazivalo na duboku podjeljenost u stranci. Jovića je na mjestu nasljednika podržao i Čović. Čović je ovaj potez napravio kako bi ojačao svoj položaj u stranci, te spriječio jačanje Čolaka i Raguža.
Podjela u stranci doživjela je vrhunac na Saboru stranke održanom u lipnju 2005., kada je Čović, koji je još bio pod optužbama za korupciju, uspio ponovno pobijediti na izborima za predsjednika stranke protiv protukandidata Bože Ljubića, vodećeg umjerenjaka, koji ga je, zbog tijesnog rezultata, optužio za izbornu prijevaru. Čović je dobio podršku 285, a Ljubić 258 izaslanika, što je pokazivalo duboke podjele u stranci. Konzervativna frakcija ostala je u strahu nakon Čovićeve pobjede, kako je bio favorit međunarodne zajednice koji je provodio agendu reformi na zajedničkoj i na entitetskim razinama vlasti.

#### Konačni raskol – stvaranje HDZ-a 1990
Činilo se da su se podjele u stranci stišale, no Čović je u studenome 2005. iz stranke izbacio Ljubića i Raguža, zajedno s još nekim članovima stranke zbog inicijative za njegovu smjenu i nove izbore za predsjednika stranke. Podjele u strnaci prenijele su se i među narod s obzirom na to da su neki od izbačeni bili zastupnici parlamentarni zastupnici i izaslanici. Ova podjela pokazala se ključnom za ustavne reorme u Parlamentarnoj skupštini BiH u ožujku 2006.
Postojala su dva glavna faktora koja su doprinijela raskolu unutar HDZ-a BiH. Prvi je bio Katolička Crkva, koja se protivila ustavnim reformama. Kardinal Vinko Puljić bio je glasan u isticanju neravnopravnog položaja hrvatskog naroda u BiH, optužujući međunarodnu zajednicu za dvostruke standarde. Crkva je naročito postala glasna nakon što su pregovori o ustavnim reformama postali javni. Puljić je u listopadu 2006. predstavio prijedlog bosanskohercegovačkih biskupa o ustavnom preuređenju BiH, u kojem se tražila podjela BiH na regije umjesto na entitete, sa središtima u Sarajevu, Banjoj Luci, Mostaru i Tuzli. Kako su pregovori išli dalje, Crkva se sve više protivila reformama te istovremeno podržavala Ljubića. Time je Crkva doprinosila podjelama u HDZ-u BiH, dajući tako legitimnost protivnicima Čovića u njihovom protivljenju reformama.
Uplitanje iz Hrvatske na sličan način također je doprinijelo podjeli u stranci. Dok je Hrvatska javno podupirala reforme imajući u vidu poboljšanje položaja hrvatskog naroda u BiH, njezino miješanje u borbe unutar HDZ-a BiH i podrška Ljubiću pomogli su podjeli u stranci. Hrvatski premijer i predsjednik HDZ-a Ivo Sanader otvoreno je podržao Ljubića na unutarstranačkim izborima u lipnju 2005. Nakon što je Čović izabran za predsjednika, Sanader je lobirao za njegovu smjenu, šaljući snažne poruke podrške Ljubiću, tvrdeći čak da je Čović nepodoban zbog optužbi za korupciju te ga je stoga pozvao na odstupanje. Sanaderu je Ljubić bio pouzdaniji od Čovića koji je težio obraniti HDZ BiH od zagrebačkog utjecaja. Čovićevo imenovanje Jovića njegovim nasljednikom također je odrađeno bez znanja Zagreba. Ova dva faktora, Katolička Crkva i miješanje Hrvatske, igrali su odlučujuću ulogu u podjeli unutar HDZ-a BiH.

## Izborne koalicije
Na izborima 2002. HDZ je predvodio koaliciju hrvatskih stranaka u kojoj su bili još Hrvatski demokršćani i Hrvatska narodna zajednica. Nakon raskola, za izbore 2006., HDZ 1990 stvara koaliciju Hrvatsko zajedništvo, nasuprot kojoj HDZ BiH čini Hrvatsku koaliciju, s HSP-om Đapić – dr. Jurišić i HNZ-om. Do izbora 2010. dolazi do razlaza s tim strankama te se nasuprot koaliciji HSP-a BiH i HDZ-a 1990, HDZ BiH veže s HKDU-om BiH, Hrvatskom strankom prava Herceg-Bosne, Hrvatskom strankom prava dr. Ante Starčević Herceg-Bosne i HSS-NHI-om.

U lipnju 2014. HDZ uspijeva okupiti širu koaliciju od pet hrvatskih stranaka okupljenih oko Hrvatskog narodnog sabora, među kojima je na izbore zajedno izlaze HDZ BiH, Hrvatska seljačka stranka, Hrvatska kršćansko-demokratska unija BiH, Hrvatska stranka prava dr. Ante Starčević te Hrvatska stranka prava Herceg Bosne. Jedino HDZ 1990. nije pristupila koaliciji, iako je bilo nastojanja da zajedno iziđu na izborima kako bi se hrvatski glasovi okrupnjeli, spriječevši pokušaje SDP-a BiH da ponovno pomoći bošnjačkih glasova bude izabran hrvatski član u tročlanom Predsjedništvu.

## Ustrojstvo HDZ-a BiH
HDZ Bosne i Hercegovine djeluje na čitavom prostoru države. Najviše tijelo je Opći sabor stranke. Na njemu izaslanici županijskih i općinskih organizacija biraju vodstvo, donose program, političke deklaracije i statut stranke. Sabor stranke redovito zasjeda svake četiri godine.
Središnja tijela stranke su:
1. Sabor
2. Središnji odbor
3. Predsjedništvo
4. Glavno tajništvo
5. Visoki časni sud
6. Nadzorni odbor

HDZ BiH je ustrojena na područnom načelu i sastoji se od:
- 9 županijskih organizacija u Federaciji BiH
- 2 gradske organizacije, Sarajevo i Mostar
- 1 organizacija distrikta Brčko
- 2 regionalne organizacije u Republici Srpskoj

Unutar tih organizacija ustrojene su 64 općinske organizacije. Veće općine imaju i ustrojene temeljne ogranke. Članom stranke može postati osoba koja je navršila 16 godina.
Mladež Hrvatske demokratske zajednice BiH zasebna je organizacija unutar stranke. Zastupnici u parlamentima tvore Klub zastupnika, a vijećnici Klub vijećnika HDZBiH dotične razine.

## Sabori i predsjednici HDZ-a BiH
- I. opći sabor, Sarajevo, 18. kolovoza 1990., predsjednik: Davorin Perinović (19 dana), Stjepan Kljujić
- I. konvencija, Mostar, 22. i 23. ožujka 1991., predsjednik: Stjepan Kljujić (do 2. veljače 1992.), Milenko Brkić (15. ožujka 1992. – 24. listopada 1992.), Mate Boban (od 24. listopada 1992.)
- II. opći sabor, Mostar, 14. studenoga 1992., predsjednik: Mate Boban
- III. opći sabor, Mostar, 9. i 10. lipnja 1994., predsjednik: Dario Kordić (do 2. prosinca 1995.), Božo Rajić
- IV. opći sabor, Neum, 2. do 4. kolovoza 1996., predsjednik: Božo Rajić
- V. opći sabor, Mostar, 17. svibnja 1998., predsjednik: Ante Jelavić
- VI. opći sabor, Sarajevo, 16. srpnja 2000., predsjednik: Ante Jelavić
- VII. opći sabor, Mostar, 2002., predsjednik, Ante Jelavić (do 4. svibnja 2002.), Bariša Čolak
- VIII. opći sabor, Mostar, 26. travnja 2003., predsjednik: Bariša Čolak
- IX. opći sabor, Mostar, 4. lipnja 2005., predsjednik: Dragan Čović
- X. opći sabor, Mostar, 11. i 12. svibnja 2007., predsjednik: Dragan Čović
- XI. opći sabor, Mostar, 14. svibnja 2011., predsjednik: Dragan Čović
- XII. opći sabor, Mostar, 25. travnja 2015., predsjednik: Dragan Čović
- XIII. opći sabor, Mostar, 27. travnja 2019., predsjednik: Dragan Čović

## Članovi HDZ-a u kolektivnom Predsjedništvu BiH

### Predsjedništvu SR Bosne i Hercegovine
- 1990.: Franjo Boras i Stjepan Kljujić (3 SDA, 2 HDZ, 2 SDS)

### Predsjedništvo Bosne i Hercegovine
- 1. saziv Predsjedništva, 1996.: Krešimir Zubak
- 2. saziv Predsjedništva, 1998.: Ante Jelavić (smijenjen 2001.), Jozo Križanović (SDP)
- 3. saziv Predsjedništva, 2002.: Dragan Čović (smijenjen 2005.), Ivo Miro Jović
- 4. saziv Predsjedništva, 2006.: nema
- 5. saziv Predsjedništva, 2010.: nema
- 6. saziv Predsjedništva, 2014.: Dragan Čović[29]
- 7. saziv Predsjedništva, 2018.: nema
- 8. saziv Predsjedništva, 2022.: nema

## Članstvo u međunarodnim organizacijama
HDZ BiH je od prosinca 2004. promatrač Europske pučke stranke (EPP).

## Uspjesi na izborima

### Hrvatski član Predsjedništva BiH
| izbori | kandidat       | broj glasova | %       | ishod          |
| ------ | -------------- | ------------ | ------- | -------------- |
| 1996.  | Krešimir Zubak | 330 477      | 88,70 % | pobjednik      |
| 1998.  | Ante Jelavić   | 189 438      | 52,91 % | pobjednik      |
| 2002.  | Dragan Čović   | 114 606      | 61,52 % | pobjednik      |
| 2006.  | Ivo Miro Jović | 76 681       | 26,14 % | drugoplasirani |
| 2010.  | Borjana Krišto | 109 758      | 19,74 % | drugoplasirana |
| 2014.  | Dragan Čović   | 128 053      | 52,20 % | pobjednik      |
| 2018.  | Dragan Čović   | 154 819      | 36,14 % | drugoplasirani |
| 2022.  | Borjana Krišto | 180 255      | 44,20 % | drugoplasirana |

### Zastupnički dom Parlamentarne skupštine BiH
| izborna jedinica        | broj zastupnika | broj zastupnika | broj zastupnika | broj zastupnika | broj zastupnika | broj zastupnika |
| izborna jedinica        | 2000.           | 2002.           | 2006.           | 2010.           | 2014.           | 2018.           |
| ----------------------- | --------------- | --------------- | --------------- | --------------- | --------------- | --------------- |
| Izborna jedinica 1 FBiH | 1 / 3           | 1 / 3           | 0 / 3           | 0 / 3           | 1 / 3           | 1 / 3           |
| Izborna jedinica 2 FBiH | 2 / 3           | 2 / 3           | 1 / 3           | 1 / 3           | 2 / 3           | 2 / 4           |
| Izborna jedinica 3 FBiH | 0 / 4           | 0 / 4           | 0 / 4           | 0 / 4           | 0 / 4           | 0 / 7           |
| Izborna jedinica 4 FBiH | 1 / 6           | 1 / 6           | 1 / 6           | 1 / 6           | 1 / 6           | 1 / 7           |
| Izborna jedinica 5 FBiH | 0 / 5           | 0 / 5           | 0 / 5           | 0 / 5           | 0 / 5           | 1 / 7           |
| Izborna jedinica 1 RS   | 0 / 3           | 0 / 3           | 0 / 3           | 0 / 3           | 0 / 3           | 0 / 6           |
| Izborna jedinica 2 RS   | 0 / 3           | 0 / 3           | 0 / 3           | 0 / 3           | 0 / 3           | 0 / 4           |
| Izborna jedinica 3 RS   | 0 / 3           | 0 / 3           | 0 / 3           | 0 / 3           | 0 / 3           | 0 / 4           |
| kompenzacijski FBiH     | 1 / 7           | 1 / 7           | 1 / 7           | 1 / 7           | 0 / 7           | 0 / 7           |
| kompenzacijski RS       | 0 / 5           | 0 / 5           | 0 / 5           | 0 / 5           | 0 / 5           | 0 / 5           |
| ukupno                  | 5 / 42          | 5 / 42          | 3 / 42          | 3 / 42          | 4 / 42          | 5 / 42          |

### Županijske skupštine u Federaciji BiH
| županija                 | broj zastupnika | broj zastupnika | broj zastupnika | broj zastupnika | broj zastupnika | broj zastupnika | broj zastupnika |          |          |
| županija                 | 1996.           | 1998.           | 2000.           | 2002.           | 2006.           | 2010.           | 2014.           | 2018.    | 2022.    |
| ------------------------ | --------------- | --------------- | --------------- | --------------- | --------------- | --------------- | --------------- | -------- | -------- |
| Unsko-sanska             | 1 / 50          | 1 / 50          | 0 / 30          | 0 / 30          | 0 / 30          | 0 / 30          | 0 / 30          | 0 / 30   | 0 / 30   |
| Posavska                 | 17 / 20         | 17 / 31         | 7 / 19          | 10 / 21         | 7 / 21          | 8 / 21          | 7 / 21          | 11 / 21  | 12 / 21  |
| Tuzlanska                | 3 / 50          | 2 / 50          | 1 / 35          | 0 / 35          | 0 / 35          | 1 / 35          | 0 / 35          | 0 / 35   | 0 / 35   |
| Zeničko-dobojska         | 9 / 59          | 4 / 50          | 2 / 35          | 2 / 35          | 2 / 35          | 2 / 35          | 2 / 35          | 3 / 35   | 3 / 35   |
| Bosansko-podrinjska      | 0 / 31          | 0 / 31          | 0 / 25          | 0 / 25          | 0 / 25          | 0 / 25          | 0 / 25          | 0 / 25   | 0 / 25   |
| Srednjobosanska          | 23 / 55         | 18 / 50         | 8 / 28          | 10 / 30         | 6 / 30          | 7 / 30          | 8 / 30          | 9 / 30   | 9 / 30   |
| Hercegovačko-neretvanska | 28 / 50         | 25 / 50         | 13 / 28         | 15 / 30         | 7 / 30          | 10 / 30         | 11 / 30         | 13 / 30  | 11 / 30  |
| Zapadnohercegovačka      | 29 / 31         | 26 / 31         | 15 / 21         | 18 / 23         | 9 / 23          | 13 / 23         | 14 / 23         | 16 / 23  | 14 / 23  |
| Sarajevska               | 3 / 45          | 1 / 45          | 1 / 35          | 0 / 35          | 0 / 35          | 0 / 35          | 0 / 35          | 0 / 35   | 0 / 35   |
| Hercegbosanska           | 13 / 15         | 18 / 30         | 12 / 23         | 13 / 25         | 5 / 25          | 7 / 25          | 9 / 25          | 8 / 25   | 5 / 25   |
| ukupno                   | 125 / 406       | 112 / 418       | 59 / 279        | 68 / 289        | 36 / 289        | 48 / 289        | 51 / 289        | 57 / 289 | 54 / 289 |

## Pregovarački tim Gradskog odbora HDZ-a BiH Mostar
Pregovarački tim Gradskog odbora HDZ-a BiH Mostar je stručno tijelo Hrvatske demokratske zajednice Bosne i Hercegovine (HDZ BiH) zaduženo za pregovore o izbornim pravilima za Grad Mostar i provedbu Odluke Ustavnoga suda Bosne i Hercegovine o dopustivosti i meritumu iz studenog 2010. godine vezane za izborna pravila za Grad Mostar.
Pregovarački tim GO HDZ-a BiH Mostar bio je nositelj aktivnosti, predlagač i kreator rješenja u pregovorima s ostalim bosanskohercegovačkim političkim strankama, organizacijama i međunarodnim institucijama. Višegodišnji pregovarački proces završen je Političkim sporazumom između HDZ-a BiH i SDA, sklopljenim u Mostaru 17. lipnja 2020. godine. Rezultat ovog sporazuma bio je vidljiv u najkraćem do tada zabilježenom roku na političkoj sceni Bosne i Hercegovine, naime oba doma Parlamentarne skupštine Bosne i Hercegovine su 7. i 8. srpnja 2020. godine većinom glasova usvojili Zakon o izmjenama Izbornog zakona BiH vezano za Grad Mostar, što je omogućilo raspisivanje i organizaciju lokalnih izbora za Gradsko vijeće Grada Mostara u nedjelju 20. prosinca 2020. godine. Bili su to prvi mostarski lokalni izbori nakon 12 godina političkog zastoja, te prvi uopće u povijesti organizirani na temelju ustavnih i zakonitih izbornih pravila, koja nisu nametnuta i koja garantiraju jednaku vrijednost glasa svakog građanina Grada Mostara.
Članovi Pregovaračkog tima Gradskog odbora HDZ-a BiH Mostar:
- Slaven Zeljko (Mostar, 30. listopada 1988.), magistar politologije, u završnici pregovora predsjednik Gradskog odbora HDZ-a BiH Mostar i član Uprave Gospodarskog društva "Operator – Terminali Federacije" d.o.o. Sarajevo.
- Vlatko Marinović (Mostar, 12. kolovoza 1982.), diplomirani pravnik, u završnici pregovora član Predsjedništva Gradskog odbora HDZ-a BiH Mostar i tajnik Društva u JP "Elektroprivreda Hrvatske zajednice Herceg Bosne" d.d. Mostar.
- Damir Džeba (Mostar, 30. svibnja 1976.), profesor hrvatskog i engleskog jezika i književnosti, u završnici pregovora predsjednik Kluba HDZ-a BiH u Skupštini Hercegovačko-neretvanske županije i zastupnik u Domu naroda Parlamenta Federacije BiH.
- Josip Merdžo (Mostar, 17. veljače 1962.), diplomirani inženjer građevine, u završnici pregovora glavni tajnik Hrvatskog narodnog sabora BiH i direktor Instituta za intelektualno vlasništvo Bosne i Hercegovine.